# Dialekty achajskie
Dialekty achajskie (arkadyjsko-cypryjskie) (czasem zapisywane w liczbie pojedynczej) – grupa dialektów języka starogreckiego używanych przez Achajów i ich potomków na obszarze Peloponezu (Arkadii) i Cypru.

Zasięg występowania dialektów języka greckiego w okresie klasycznym.

| Zachodnia grupa: Dorycki właściwy Dorycki północno-zachodni | Środkowa grupa: Eolski Arkado-cypryjski | Wschodnia grupa: Attycki Joński |
| Achajski dorycki                                            |                                         |                                 |

## Dialekty
- dialekt arkadyjski - był używany w Arkadii
- dialekt cypryjski - był używany na Cyprze